# Guerino Vanoli Basket 2016-2017

## Stagione
La stagione 2016-2017 della Guerino Vanoli Basket, sponsorizzata Vanoli, è l'8ª in Serie A.

## Roster
Aggiornato al 24 febbraio 2017.
| Vanoli Cremona 2016-17 | Vanoli Cremona 2016-17 |
| Giocatori              | Staff tecnico          |
| ---------------------- | ---------------------- |

| N. | Naz.                                       | Ruolo | Nome                | Anno | Alt.   | Peso   |  |
| -- | ------------------------------------------ | ----- | ------------------- | ---- | ------ | ------ |  |
| 0  | Stati Uniti (bandiera)                     | PG    | Darius Johnson-Odom | 1989 | 187 cm | 98 kg  |  |
| 3  | Serbia (bandiera) · Italia (bandiera)      | AG    | Petar Jovanovic     | 2000 | 200 cm | 80 kg  |  |
| 6  | Italia (bandiera)                          | P     | Andrea Amato        | 1994 | 190 cm | 78 kg  |  |
| 7  | Italia (bandiera)                          | AP    | Fabio Mian (C)      | 1992 | 196 cm | 88 kg  |  |
| 10 | Italia (bandiera)                          | AG    | Raphael Gaspardo    | 1993 | 207 cm | 100 kg |  |
| 11 | Stati Uniti (bandiera)                     | AP    | Paul Harris         | 1986 | 193 cm | 100 kg |  |
| 13 | Stati Uniti (bandiera) · Italia (bandiera) | PG    | Matt Carlino        | 1992 | 188 cm | 80 kg  |  |
| 16 | Italia (bandiera)                          | AP    | Dario Boccasavia    | 1998 | 196 cm | 85 kg  |  |
| 18 | Polonia (bandiera) · Italia (bandiera)     | C     | Jakub Wojciechowski | 1990 | 213 cm | 112 kg |  |
| 19 | Italia (bandiera)                          | C     | Paul Biligha        | 1990 | 200 cm | 106 kg |  |
| 31 | Stati Uniti (bandiera)                     | G     | Elston Turner       | 1990 | 196 cm | 96 kg  |  |
| 32 | Stati Uniti (bandiera)                     | G     | Gabe York           | 1993 | 191 cm | 86 kg  |  |
| 33 | Stati Uniti (bandiera)                     | AP    | Omar Thomas         | 1982 | 196 cm | 102 kg |  |
| 35 | Stati Uniti (bandiera)                     | AG    | TaShawn Thomas      | 1993 | 203 cm | 98 kg  |  |
| 39 | Argentina (bandiera) · Italia (bandiera)   | P     | Matías Ibarra       | 1981 | 184 cm | 78 kg  |  |
| 52 | Stati Uniti (bandiera)                     | P     | Tu Holloway         | 1989 | 183 cm | 85 kg  |  |

| Allenatore |
| - Cesare Pancotto (fino al 13 dicembre) - Paolo Lepore (dal 13 dicembre)                                                                           |
| Assistente/i |
| - Paolo Lepore (fino al 13 dicembre) - Roberto Spoto - Andrea Zanchi (dal 13 dicembre) Legenda - (C) Capitano - (IN) Inattivo - Infortunato Roster |

## Mercato

### Sessione estiva
Già nel finale della stagione precedente, la società rinnova per un altro anno il contratto di Elston Turner.
Il mercato estivo della squadra lombarda inizia con il rinnovo fino al 2018 di tre giocatori: Fabio Mian, Raphael Gaspardo e Paul Biligha. La società decide inoltre di esercitare la clausola d'uscita dal contratto dei due nazionali Luca Vitali e Marco Cusin.
Il primo acquisto del mercato è l'ala americana Omar Thomas, già MVP del campionato di Serie A 2010/2011 con Avellino, in arrivo dai russi dallo Zenit S. Pietroburgo. Si aggiungono poi il lungo polacco con cittadinanza italiana Jakub Wojciechowski da Cantù e il giovane play Andrea Amato che arriva dall'Olimpia Milano con la formula del prestito annuale. Completano il roster l'ala americana TaShawn Thomas in arrivo dai tedeschi del Mitteldeutscher, il play Tu Holloway proveniente dai venezuelani del Guaros de Lara e il rookie uscito da Arizona Gabe York.
| Arrivi | Arrivi              | Arrivi               | Arrivi           |
| R      | Nome                | da                   | Modalità         |
| ------ | ------------------- | -------------------- | ---------------- |
| AP     | Omar Thomas         | Zenit S. Pietroburgo | definitivo       |
| C      | Jakub Wojciechowski | Pall. Cantù          | definitivo       |
| P      | Andrea Amato        | Olimpia Milano       | prestito annuale |
| AG     | TaShawn Thomas      | Mitteldeutscher BC   | definitivo       |
| P      | Tu Holloway         | Guaros de Lara       | definitivo       |
| G      | Gabe York           | Arizona Wildcats     | definitivo       |

| Partenze | Partenze         | Partenze            | Partenze       |
| R        | Nome             | a                   | Modalità       |
| -------- | ---------------- | ------------------- | -------------- |
| C        | Marco Cusin      | Scandone Avellino   | rescissione    |
| AP       | Deron Washington | Auxilium Torino     | fine contratto |
| AG       | Nikola Dragović  | ASVEL               | fine contratto |
| P        | Nicolò Cazzolato | Bergamo Basket 2014 | fine contratto |
| G        | Tyrus McGee      | Reyer Venezia       | fine contratto |
| P        | Luca Vitali      | Brescia             | rescissione    |
| P        | Markel Starks    | Skyl. Francoforte   | fine contratto |

### Dopo l'inizio della stagione
| Acquisti | Acquisti            | Acquisti       | Acquisti   | Acquisti |
| R.       | Nome                | da             | Modalità   |          |
| -------- | ------------------- | -------------- | ---------- | -------- |
| AP       | Paul Harris         | Free agent     | definitivo |          |
| PG       | Matt Carlino        | Peñas Huesca   | definitivo |          |
| ALL      | Andrea Zanchi       | Free agent     | definitivo |          |
| PG       | Darius Johnson-Odom | Dinamo Sassari | definitivo |          |
| P        | Matías Ibarra       | Kleb Ferrara   | definitivo |          |

| Cessioni | Cessioni        | Cessioni       | Cessioni    | Cessioni |
| R.       | Nome            | a              | Modalità    |          |
| -------- | --------------- | -------------- | ----------- | -------- |
| AP       | Omar Thomas     | Free agent     | rescissione |          |
| G        | Gabe York       | Free agent     | rescissione |          |
| ALL      | Cesare Pancotto | Free agent     | rescissione |          |
| P        | Tu Holloway     | Free agent     | rescissione |          |
| P        | Andrea Amato    | Olimpia Milano | rescissione |          |

## Risultati

### Serie A

#### Regular season

##### Girone di andata
| Cremona 2 ottobre 2016, ore 18:15 UTC+2 1ª giornata | Vanoli Cremona | – | Pistoia Basket | PalaRadi |

| Trento 9 ottobre 2016, ore 18:15 UTC+2 2ª giornata | Aquila Trento | – | Vanoli Cremona | PalaTrento |

| Cremona 16 ottobre 2016, ore 18:15 UTC+2 3ª giornata | Vanoli Cremona | – | Juvecaserta | PalaRadi |

| Torino 23 ottobre 2016, ore 18:15 UTC+2 4ª giornata | Auxilium Torino | – | Vanoli Cremona | PalaRuffini |

| Mestre 30 ottobre 2016, ore 18:15 UTC+1 5ª giornata | Reyer Venezia | – | Vanoli Cremona | PalaTaliercio |

| Cremona 6 novembre 2016, ore 18:15 UTC+1 6ª giornata | Vanoli Cremona | – | N.B. Brindisi | PalaRadi |

| Capo d'Orlando 13 novembre 2016, ore 18:15 UTC+1 7ª giornata | Orlandina | – | Vanoli Cremona | PalaFantozzi |

| Cremona 20 novembre 2016, ore 18:15 UTC+1 8ª giornata | Vanoli Cremona | – | Olimpia Milano | PalaRadi |

| Sassari 27 novembre 2016, ore 18:15 UTC+1 9ª giornata | Dinamo Sassari | – | Vanoli Cremona | PalaSerradimigni |

| Cremona 4 dicembre 2016, ore 18:15 UTC+1 10ª giornata | Vanoli Cremona | – | V.L. Pesaro | PalaRadi |

| Montichiari 11 dicembre 2016, ore 18:15 UTC+1 11ª giornata | Brescia | – | Vanoli Cremona | PalaGeorge |

| Cremona 18 dicembre 2016, ore 18:15 UTC+1 12ª giornata | Vanoli Cremona | – | Scandone Avellino | PalaRadi |

| Cucciago 27 dicembre 2016, ore 20:30 UTC+1 13ª giornata | Pall. Cantù | – | Vanoli Cremona | Mapooro Arena |

| Cremona 2 gennaio 2017, ore 20:30 UTC+1 14ª giornata | Vanoli Cremona | – | Pall. Varese | PalaRadi |

| Reggio Emilia 8 gennaio 2017, ore 18:15 UTC+1 15ª giornata | Pall. Reggiana | – | Vanoli Cremona | PalaBigi |

##### Girone di ritorno
| Pistoia 22 gennaio 2017, ore 18:15 UTC+1 1ª giornata | Pistoia Basket | – | Vanoli Cremona | PalaCarrara |

| Cremona 29 gennaio 2017, ore 18:15 UTC+1 2ª giornata | Vanoli Cremona | – | Aquila Trento | PalaRadi |

| Castel Morrone 5 febbraio 2017, ore 18:15 UTC+1 3ª giornata | Juvecaserta | – | Vanoli Cremona | PalaMaggiò |

| Cremona 12 febbraio 2017, ore 18:15 UTC+1 4ª giornata | Vanoli Cremona | – | Auxilium Torino | PalaRadi |

| Cremona 26 febbraio 2017, ore 18:15 UTC+1 5ª giornata | Vanoli Cremona | – | Reyer Venezia | PalaRadi |

| Brindisi 5 marzo 2017, ore 18:15 UTC+1 6ª giornata | N.B. Brindisi | – | Vanoli Cremona | PalaPentassuglia |

| Cremona 12 marzo 2017, ore 18:15 UTC+1 7ª giornata | Vanoli Cremona | – | Orlandina | PalaRadi |

| Assago 19 marzo 2017, ore 18:15 UTC+1 8ª giornata | Olimpia Milano | – | Vanoli Cremona | Mediolanum Forum |

| Cremona 26 marzo 2017, ore 18:15 UTC+2 9ª giornata | Vanoli Cremona | – | Dinamo Sassari | PalaRadi |

| Pesaro 2 aprile 2017, ore 18:15 UTC+2 10ª giornata | V.L. Pesaro | – | Vanoli Cremona | Adriatic Arena |

| Cremona 9 aprile 2017, ore 18:15 UTC+2 11ª giornata | Vanoli Cremona | – | Brescia | PalaRadi |

| Avellino 15 aprile 2017, ore 20:30 UTC+2 12ª giornata | Scandone Avellino | – | Vanoli Cremona | PalaDelMauro |

| Cremona 23 aprile 2017, ore 18:15 UTC+2 13ª giornata | Vanoli Cremona | – | Pall. Cantù | PalaRadi |

| Varese 30 aprile 2017, ore 18:15 UTC+2 14ª giornata | Pall. Varese | – | Vanoli Cremona | PalaWhirlpool |

| Cremona 7 maggio 2017, ore 18:15 UTC+2 15ª giornata | Vanoli Cremona | – | Pall. Reggiana | PalaRadi |

### Supercoppa italiana
|   | Squadra        | Risultato |
| - | -------------- | --------- |
| 1 | Olimpia Milano |           |
| 4 | Vanoli Cremona |           |

| Assago 24 settembre 2016, ore 20:30 UTC+2 Semifinale | Olimpia Milano | – | Vanoli Cremona | Mediolanum Forum |

## Statistiche

### Statistiche di squadra
Statistiche aggiornate al 29 agosto 2016
| Competizione        | Punti | In casa | In casa | In casa | In casa | In casa | In trasferta | In trasferta | In trasferta | In trasferta | In trasferta | Totale | Totale | Totale | Totale | Totale | Totale |
| Competizione        | Punti | G       | V       | P       | PF      | PS      | G            | V            | P            | PF           | PS           | G      | V      | P      | PF     | PS     | DIF    |
| ------------------- | ----- | ------- | ------- | ------- | ------- | ------- | ------------ | ------------ | ------------ | ------------ | ------------ | ------ | ------ | ------ | ------ | ------ | ------ |
| Serie A             | -     | -       | -       | -       | -       | -       | -            | -            | -            | -            | -            | -      | -      | -      | -      | -      | -      |
| Supercoppa italiana | -     | -       | -       | -       | -       | -       | -            | -            | -            | -            | -            | -      | -      | -      | -      | -      | -      |
| Totale              | -     | -       | -       | -       | -       | -       | -            | -            | -            | -            | -            | -      | -      | -      | -      | -      | -      |

### Andamento in campionato
Statistiche aggiornate al 29 agosto 2016
| Giornata  | 1 | 2 | 3 | 4 | 5 | 6 | 7 | 8 | 9 | 10 | 11 | 12 | 13 | 14 | 15 | 16 | 17 | 18 | 19 | 20 | 21 | 22 | 23 | 24 | 25 | 26 | 27 | 28 | 29 | 30 |
| --------- | - | - | - | - | - | - | - | - | - | -- | -- | -- | -- | -- | -- | -- | -- | -- | -- | -- | -- | -- | -- | -- | -- | -- | -- | -- | -- | -- |
| Luogo     | C | T | C | T | T | C | T | C | T | C  | T  | C  | T  | C  | T  | T  | C  | T  | C  | C  | T  | C  | T  | C  | T  | C  | T  | C  | T  | C  |
| Risultato |   |   |   |   |   |   |   |   |   |    |    |    |    |    |    |    |    |    |    |    |    |    |    |    |    |    |    |    |    |    |
| Posizione |   |   |   |   |   |   |   |   |   |    |    |    |    |    |    |    |    |    |    |    |    |    |    |    |    |    |    |    |    |    |

Fonte:  Classifica Serie A, su 195.56.77.208, Lega Basket. URL consultato il 29 agosto 2016 (archiviato dall'url originale l'11 settembre 2016).
Legenda:

Luogo: C = Casa; T = Trasferta. Risultato: V = Vittoria; N = Pareggio; P = Sconfitta.

### Statistiche dei giocatori
Statistiche aggiornate al 29 agosto 2016
| Giocatore        | Serie A | Serie A | Serie A | Serie A | Supercoppa | Supercoppa | Supercoppa | Supercoppa | Totale | Totale | Totale | Totale |
| Giocatore        | PG      | PTI     | AST     | RIM     | PG         | PTI        | AST        | RIM        | PG     | PTI    | AST    | RIM    |
| ---------------- | ------- | ------- | ------- | ------- | ---------- | ---------- | ---------- | ---------- | ------ | ------ | ------ | ------ |
| A. Amato         | -       | -       | -       | -       | -          | -          | -          | -          | -      | -      | -      | -      |
| P. Biligha       | -       | -       | -       | -       | -          | -          | -          | -          | -      | -      | -      | -      |
| D. Boccasavia    | -       | -       | -       | -       | -          | -          | -          | -          | -      | -      | -      | -      |
| R. Gaspardo      | -       | -       | -       | -       | -          | -          | -          | -          | -      | -      | -      | -      |
| T. Holloway      | -       | -       | -       | -       | -          | -          | -          | -          | -      | -      | -      | -      |
| P. Jovanovic     | -       | -       | -       | -       | -          | -          | -          | -          | -      | -      | -      | -      |
| F. Mian          | -       | -       | -       | -       | -          | -          | -          | -          | -      | -      | -      | -      |
| O. Thomas        | -       | -       | -       | -       | -          | -          | -          | -          | -      | -      | -      | -      |
| T. Thomas        | -       | -       | -       | -       | -          | -          | -          | -          | -      | -      | -      | -      |
| E. Turner        | -       | -       | -       | -       | -          | -          | -          | -          | -      | -      | -      | -      |
| J. Wojciechowski | -       | -       | -       | -       | -          | -          | -          | -          | -      | -      | -      | -      |
| G. York          | -       | -       | -       | -       | -          | -          | -          | -          | -      | -      | -      | -      |